# Keith Rowland
Pour les articles homonymes, voir Rowland.
Keith Rowlnad est un footballeur puis entraîneur nord-irlandais, né le 1er septembre 1971 à Portadown, Irlande du Nord. Évoluant au poste de défenseur, il est principalement connu pour ses saisons à Bournemouth, West Ham United et QPR, ainsi que pour avoir été sélectionné à 19 reprises pour l'Irlande du Nord.

## Biographie

### Carrière de joueur
Natif de Portadown en Irlande du Nord, il commence sa carrière à Bournemouth, lancé par Harry Redknapp pour son premier match, le 17 août 1991, contre Darlington. Lors de son passage aux Cherries, il connaîtra deux courtes périodes de prêt, à Farnborough (en) et à Coventry City.
Lors de l'été 1993, Harry Redknapp, parti pour occuper le poste d'adjoint à West Ham United, est à l'origine du transfert de deux de ses anciens joueurs, Rowland et de Paul Mitchell (en), recrutés pour 110 000£. 
Il reste cinq saisons dans l'effectif des Hammers, y jouant 91 matches (dont 80 en championnat) pour un but inscrit, en novembre 1996 contre Newcastle United. Il était alors souvent en concurrence avec Julian Dicks et David Burrows pour une place de titulaire.
En janvier 1998, il s'engage pour QPR dans un transfert couplé avec Iain Dowie en échange de Trevor Sinclair. Il joue son premier match pour les Hoops contre Stockport County, totalisant jusqu'en août 2001 56 matches pour 3 buts inscrits. C'est à cette date qu'il s'engage pour Chesterfield lors d'un transfert gratuit, et après avoir connu un prêt à Luton Town.
Il joue 12 rencontres avec Chesterfield avant de s'engager pour Barnet en mars 2003. C'est pendant l'été 2003 que Rowland joue son dernier match en Football League avant de finir sa carrière dans des clubs non-league football.

### Carrière d'entraîneur
Il commence sa carrière d'entraîneur avec des postes d'adjoint à Aveley F.C. (en) sous la direction de Rod Stringer, qu'il suivra ensuite à Braintree Town en mai 2010. Les deux quitteront leur poste un an après, en mai 2011 mais Rowland redeviendra entraîneur-adjoint du club sous la direction d'Alan Devonshire dès le 14 juin 2011.
Depuis 2016, il est l'entraîneur de Wingate & Finchley (en).

### Carrière internationale
Rowland a reçu 19 sélections en équipe d'Irlande du Nord, inscrivant un but le 10 octobre 1998 contre la Finlande au Windsor Park de Belfast lors des qualifications de l'Euro 2000. Sa première sélection date du 8 septembre 1993 contre la Lettonie et sa dernière, le 9 mai 1999 contre l'Eire.